# استاروود
استاروود (انگلیسی: Starwood) شرکت مهمان‌نوازی آمریکایی است، که در سال ۱۹۶۹ تأسیس شد.